# Bača
Bača je rijeka u Sloveniji. Duga je 30 km. Izvire u općini Tolmin kod naselja Bača pri Podbrdu, teče Baškom grapom ulijeva se u Idrijci kod naselja Bača pri Modreju. 